# 吕台
吕台（？—前187年），汉朝诸侯王，西汉第一代吕王。祖父吕公，是吕后的父亲，其父周吕侯吕泽是吕后的长兄，弟弟是吕产。前187年，他被姑母吕后封为吕王，违背了汉高帝的「非刘氏不王」的原则。当年薨逝，谥号肃，儿子吕嘉嗣位。其余诸子吕通、吕庀。

## 子
- 吕嘉
- 吕通
- 吕庀，前180年7月9日被封为东平侯